# Groupement de soutien de la base de défense de Cherbourg
Le groupement de soutien de la base de défense de Cherbourg (GSBdD CBG) est un organisme militaire interarmées du service du commissariat des armées créé le 1er janvier 2011. Il est né du groupement de soutien de la base de défense pilote de Cherbourg, créé au 1er janvier 2010. Son rôle est de soutenir dans le domaine de l'administration générale et du soutien courant, toutes les unités militaires stationnées dans le périmètre de la Base de Défense.
Son état-major, est depuis septembre 2010 situé au sein du port militaire de Cherbourg-en-Cotentin.